# Canela (Ethnie)

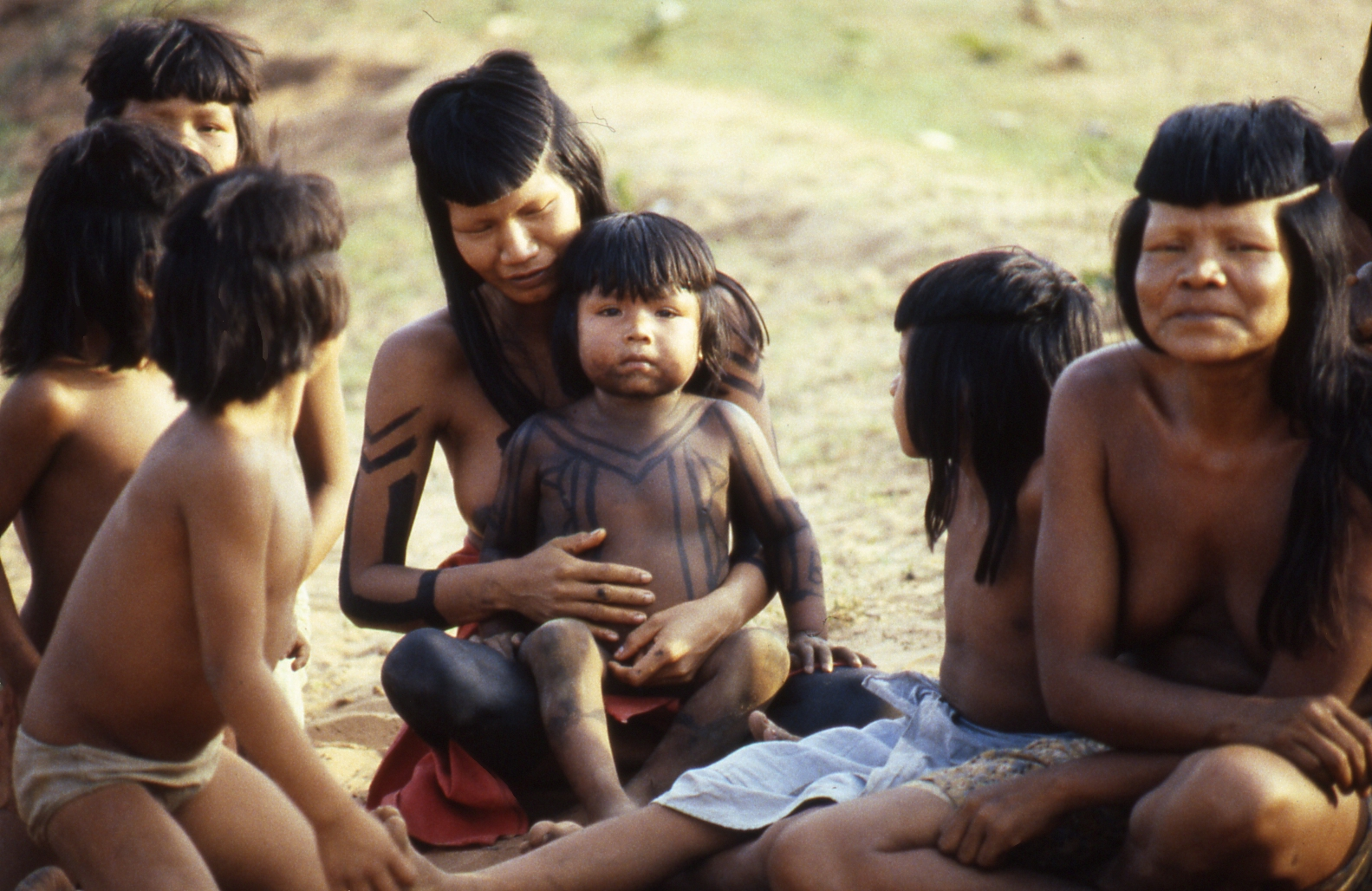
Die Canela

Die Canela sind ein indigenes Volk im Nordosten Brasiliens, im Bundesstaat Maranhão. Die portugiesische Bezeichnung Canela wird auf drei kulturell verwandte Timbira-Gruppen angewandt: die Ramkokramekrá, die Apanyekrá und die Kenkateye, wobei Letztere heute nicht mehr existieren. In Maranhão leben etwa 2100 Canela, ihre Sprache gehört zur Familie der Ge-Sprachen.
Das Wort Canela entstammt dem Portugiesischen und bedeutet „Zimt“, oder auch „Schienbein“ – der Grund für diese Bezeichnung bleibt ungeklärt. Während die Ramkokramekrá Canela als Eigenbezeichnung übernahmen, behielten die Apanyekrá ihren traditionellen Namen bei.

## Geschichte

### Siedlungsgeschichte

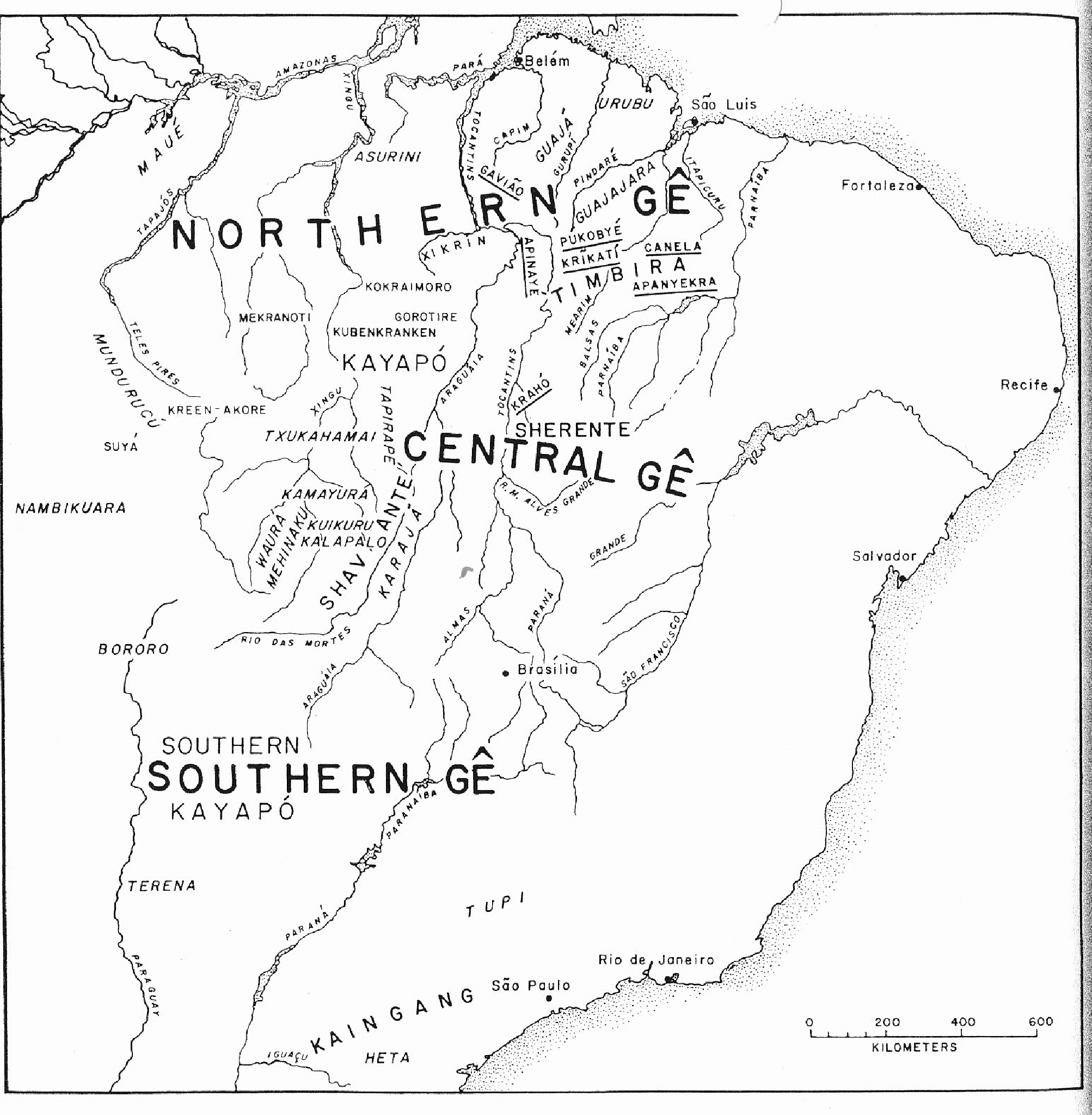
Landkarte

Die ersten Aufzeichnungen der Canela datieren aus dem 17. Jahrhundert, der Zeit der Kolonialisierung des nordbrasilianischen Hinterlandes durch die Portugiesen. Diese errichteten gegenüber der Insel São Luís einen Militärstützpunkt, der es ihnen ermöglichte, Soldaten, Missionare und Siedler in das Ursprungsgebiet der Canela ziehen zu lassen, um es landwirtschaftlich und militärisch zu erschließen.
Verschiedene Ethnien, darunter auch die Canela, die zu dieser Zeit im Bundesstaat Maranhão lebten, schlossen sich zum eigenen Schutz zusammen und gingen gegen die Kolonialisten vor. Sie wehrten deren Angriffe ab, waren jedoch gezwungen, ihre Siedlungen auf immer neue Standorte zu verlegen, um den Angreifern dauerhaft zu entkommen.
Anfang des 20. Jahrhunderts siedelten die Canela im Dorf Escalvado, am Fluss Santo Estévão. Eine messianische Bewegung unter den Canela führte 1963 zu verstärkten Spannungen mit benachbarten Großgrundbesitzern, sodass sie gezwungen waren ihr Dorf zu verlassen und nach Sardinha in das Gebiet der Guajajara, 50 km nordwestlich ihres Dorfes Ponto, umzusiedeln. In dieser Zeit hatten sie mit massiven Problemen zu kämpfen. Im neuen Gebiet erforderte die Landwirtschaft zwar mehr Zeit und Arbeit, erbrachte aber bessere Ergebnisse und reichere Erträge. Der Großteil der Canela wollte jedoch wieder in ihr Heimatgebiet zurück, denn die Arbeit in Sardinha war härter. Zudem waren sie bei den Guajajaras nicht willkommen. Infolge der Kontakte mit ihnen übernahmen die Canela ihre Bekleidung. Durch die in der Nähe verlaufenden Straße zwischen Barra do Corda und Sardinha kam es zu einem vermehrten Kontakt mit Touristen und Neobrasilianern, was ein weiterer Grund dafür ist, dass sich die Canela angewöhnten, täglich Kleidung zu tragen. Die Frauen ließen aber weiterhin ihren Oberkörper unbedeckt, da dies in den Augen der Touristen als charakteristisch für Indigene wahrgenommen wurde. Auch konnten die Canela ihre traditionellen kunsthandwerklichen Produkte gewinnbringend an Touristen und Neobrasilianer verkaufen, später führte das zu einer veränderten Herstellung von Schmuck und Kunstgegenständen für den externen Markt.
Auf eigenen Wunsch kehrten die Canela 1968 unter der Mithilfe der neugegründeten Indianerschutzbehörde FUNAI (Fundação Nacional do Índio) in ihr Heimatdorf Ponto zurück.

### Kontakt mit Neobrasilianern
Vom 17. bis zum 19. Jahrhundert war die Begegnung mit Neobrasilianern für die Canela geprägt von Vertreibung und Intoleranz. Kontakt bestand hauptsächlich zu portugiesischen Kolonialisten, Militärs und Großgrundbesitzern. Dabei mussten die Canela stets den Bedürfnissen der portugiesischen Krone nach Gebietserweiterung weichen. Infolge der Alphabetisierung im 20. Jahrhundert durch den Indianerschutzdienst (SPI) und die heutige Schulbildung können sich die Canela heute besser mit der brasilianischen Bevölkerung auseinandersetzen und beispielsweise Handel betreiben, ohne übervorteilt zu werden.

### Indianerhilfe

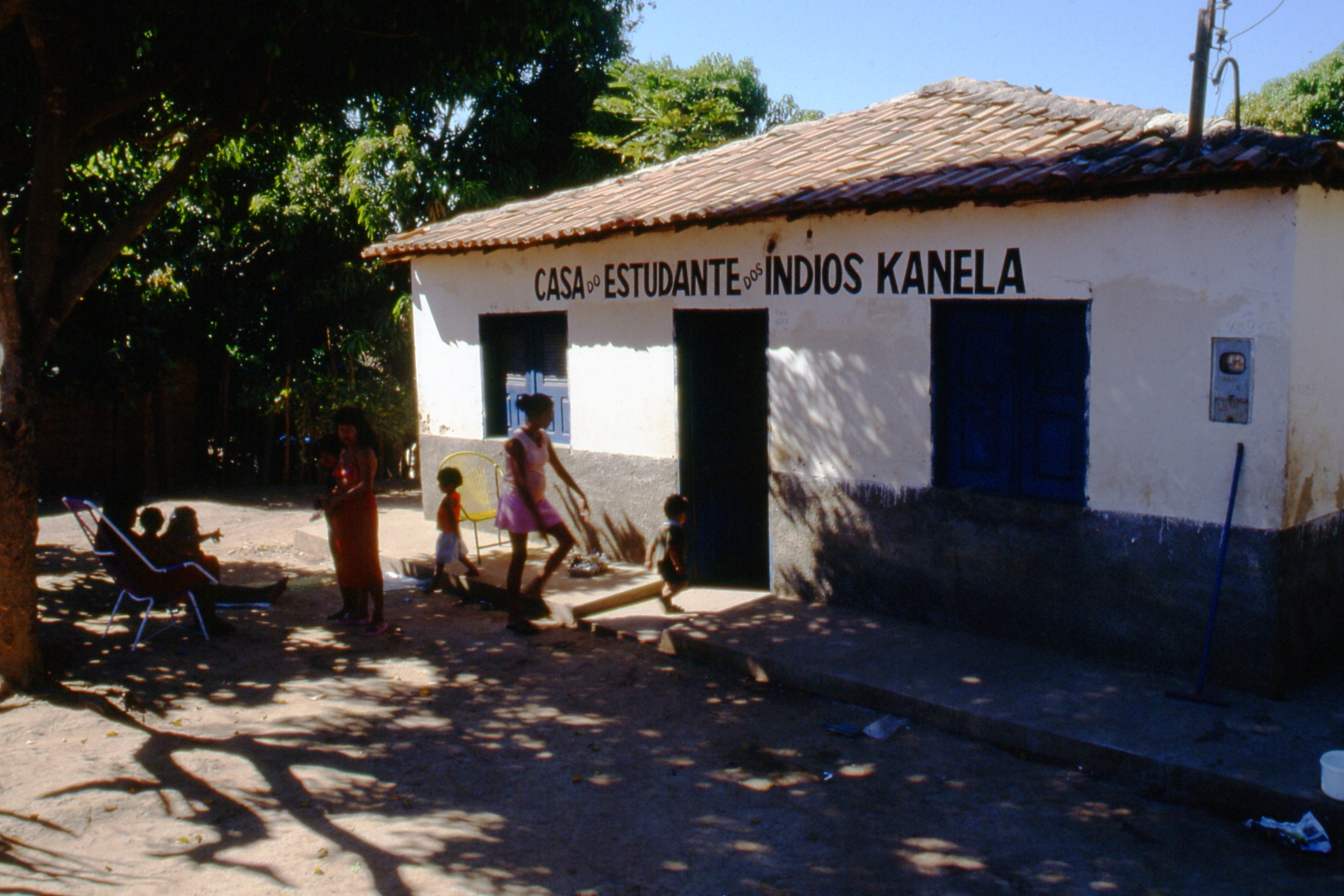
Schule im Dorf Ponto

Der 1910 gegründete Indianderschutzdienst Serviço de Proteção ao Índio (SPI) übernahm als erste Organisation den Schutz und die Unterstützung der Canela. Er versorgte sie mit Nahrungslieferungen und half ihnen zur Rückkehr an den Fluss Santo Estévão, wo sie 1918 das Dorf Ponto gründeten.
Außerdem eröffnete der SPI im Dorf eine Schule, in der einigen jungen Männern die Landessprache Portugiesisch gelehrt wurde, setzte Mitarbeiter im Dorf zur dauerhaften Unterstützung ein und verhalf 1949 zwei Canela dazu, eine landwirtschaftliche Ausbildungsfarm bei São Luíz zu besuchen. Dort eigneten diese sich Kenntnisse zum Ackerbau an, welche an die Dorfgemeinschaft weiter gegeben wurden. 1955 beendete der SPI die finanzielle und materielle Förderung der Canela.
Da der SPI sich mehr und mehr Vorwürfen der Korruption, der Folter und des Genozids an brasilianischen Indigenen ausgesetzt sah, wurde er im Jahr 1967 durch die Nachfolgeorganisation Fundação Nacional do Índio (FUNAI) ersetzt, die dessen Arbeit übernahm. Zwei Jahre später wurde eine Verbindungsstraße vom Dorf der Canela zur nahe gelegenen Stadt Barra do Corda errichtet, um Handelsreisen und die Versorgung zu erleichtern. In den 70er Jahren erbaute die FUNAI eine Schule, Lagerräume, ein Verwaltungsgebäude, eine Krankenstation sowie ein Zahnlabor in unmittelbarer Nähe zum Dorf Ponto. Durch ein Funkgerät war der Kontakt zur Behörde in Barra do Corda jederzeit möglich. Ebenfalls wurde das Territorium demarkiert, und im Jahr 1983 erhielten die Canela durch die Hilfe der FUNAI die offiziellen Landrechte für ihr Territorium.

### Missionierung
Den ersten Kontakt mit dem Katholizismus hatten die Canela bereits um das Jahr 1900. 1898 bis 1901 waren mehrere junge Canela-Männer zu Gast in einem katholischen Kloster, um von den Mönchen landwirtschaftliche Techniken und Wissen um medizinische Versorgung zu erhalten. Der Kontakt zum katholischen Kapuzinerorden hielt bis in das Jahr 1962. Erst als im Jahr 1968 das Summer Institute of Linguistics SIL Interesse an den Canela zeigte, kamen sie zum ersten Mal in Berührung mit dem Protestantismus.
Im Jahr 1968 kam Jack Popjes mit seiner Frau Josephin und ihren zwei Töchtern in das Dorf Ponto. Ziel des Besuches war es, die Canela zum christlichen Glauben zu bekehren. Popjes hoffte dies zu erreichen, indem er die Sprache der Canela verschriftlichte und Bibelübersetzungen anfertigte. Neben dem Missionierungsanliegen verfolgte das Ehepaar Popjes bis 1991 die Absicht, die Canela mit der christlichen Nachbarbevölkerung enger zu verbinden und sie an diese anzupassen.
Popjes arbeitete mit 60 bis 100 Canela zusammen an der Entwicklung der Schriftsprache Canela-Krahô. Er übersetzte das Neue Testament und Anfänge des Alten Testaments. 40 Bibeln und jeweils ein dazugehöriges Begleitheft mit christlichen Liedern wurden in Auftrag gegeben und 1990 an die Dorfgemeinschaft verteilt. Heute existieren nur noch drei Exemplare, von der sich eine in der völkerkundlichen Sammlung der Universität Marburg befindet.

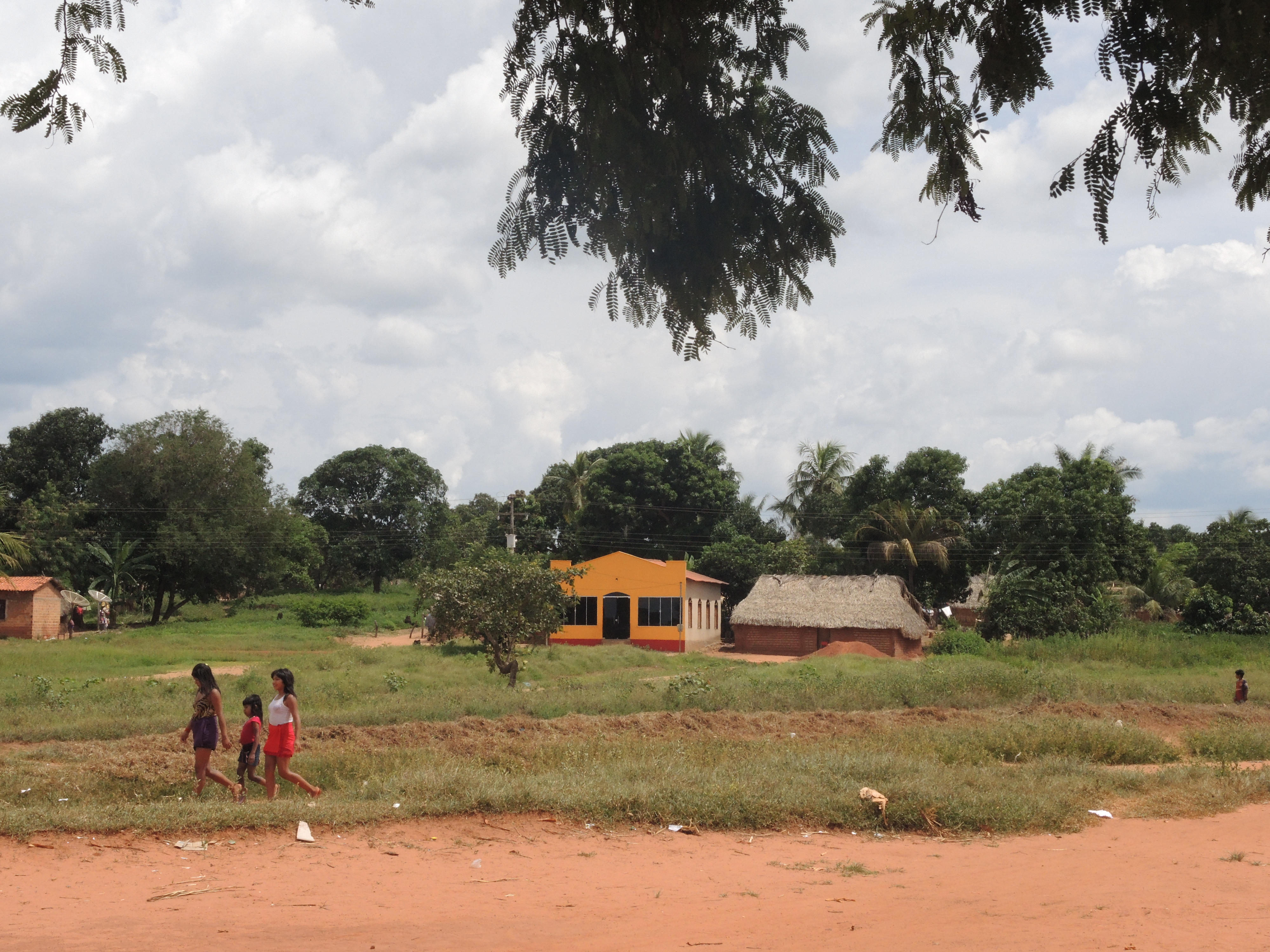
Kirche im Dorf Ponto

Seit 2002 lebt der deutsche Pfarrer a. D. Bernhard Grupp mit seiner Familie als Missionar im Dorf Ponto.
Im Zuge seiner Arbeit wurde die Bibelübersetzung vollendet, die nun auch als Canela-Bibel-App fürs Smartphone verfügbar ist. Die Canelabibel wurde außerdem im Jahr 2012 als Hörbibel aufgenommen, die auch Online verfügbar ist. Im selben Jahr wurde ein Jesusfilm in Canela-Sprache durch Dorfbewohner synchronisiert.
Auf Wunsch von jugendlichen Canela begann Anfang 2015 die Planung des Kirchenbaus im Dorf Ponto. Der Bau wurde überwiegend von den Canela getragen. Unterstützung erhielten sie insbesondere durch einen Maurer aus Barra do Corda. Wie bei den Canela üblich wurde das Gebäude schon vor der Fertigstellung genutzt. Am 12. Juli 2015 erfolgte die Einweihung des Rohbaus. Seitdem wird die Kirche sukzessive fertiggestellt, so wie es die finanziellen Mittel erlauben, kleinere Arbeiten dauern bis heute an. Auch im Eingangsdorf Porquinhos ist ein Kirchenbau geplant (Stand: 2021).
Im August 2018 brachte die brasilianische Bibelgesellschaft eine Kinderbibel in Canela-Sprache heraus. Dabei handelt es sich um die erste Kinderbibel Brasiliens, die in einer indigenen Sprache gedruckt wurde. Der Text entstand im Dorf Ponto in enger Zusammenarbeit mit den Canela.
Im Jahr 2014 nahmen vier christliche Canela am ersten Regionalkongress leitender evangelischer Indianer (CONPLEI) teil, zu dem evangelische Indianer aus 14 Stämmen und 3 Bundesstaaten kommen, um sich über christliche Themen und die Frage, wie sie den Glauben in ihrer Kultur leben, auszutauschen.
Es wird lediglich die Gläubigentaufe praktiziert. Im Jahr 2013 ließen sich die ersten Canela taufen.

## Soziale Organisation

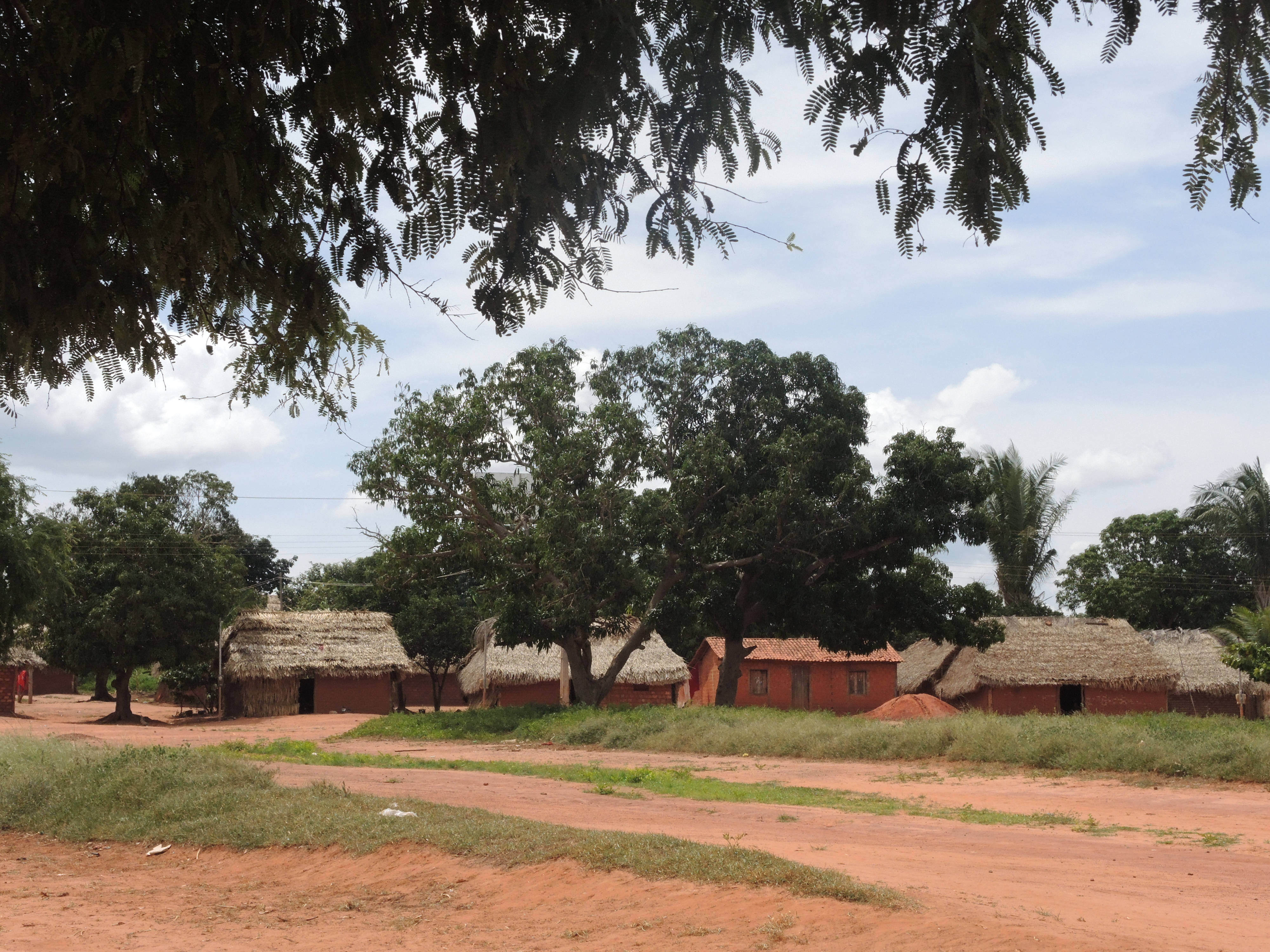
Häuser der Canela aus Sicht des Dorfplatzes

Das Dorf der Canela ist kreisförmig um einen zentralen Dorfplatz angelegt. Strahlenförmig führen Wege vom Zentrum zu den Wohnhäusern der Gemeinschaft, sogenannte Langhäuser (ikhre-rùù „Haus-lang“). Ursprünglich gab es im Dorf nur eine Häuserreihe um den Dorfplatz herum, aber aufgrund wachsender Bevölkerungszahlen wurden weitere Häuserreihen errichtet. Ein Langhaus besteht aus einer Folge nebeneinander liegender Herdgruppen mit Kleinfamilien, deren weibliche Mitglieder sich derselben Abstammungsgruppe (Lineage) zurechnen. Eine solche Familie besteht meist aus zwei bis sieben Mitgliedern: der Mutter, ihren Töchtern, deren Ehemännern und Kindern sowie unverheirateten Brüdern. Zwei bis sieben solcher miteinander verwandten Familien bilden eine „Herdgruppe“ (hàwmrõ), die einen Kochherd und die meiste Nahrung miteinander teilt.
Die Gesellschaft der Canela organisiert sich nach der Abstammung von der mütterlichen und der väterlichen Seite (bilinear: je eine Linie nach sozialem Zusammenhang). Einige Rechte zur Austragung von Ritualen werden teils entlang matrilinearer Verwandtschaftsbeziehungen übertragen. In der Regel heiraten die Canela innerhalb der eigenen Gesellschaft (endogam), allerdings außerhalb des eigenen und eng miteinander verwandten Langhauses (Langhaus-Exogamie). Nach der Hochzeit zieht ein Mann stets in das Langhaus seiner Ehefrau (Uxori-/Matrilokalität), gemeinsam errichtet das Paar dort eine neue Hausabteilung. Alle diejenigen Frauen, die im Haus des Vaters oder des Großvaters mütterlicherseits oder väterlicherseits leben, kommen als Ehepartnerin für einen Mann nicht in Frage und fallen unter das Inzesttabu.

### Arbeitsteilung

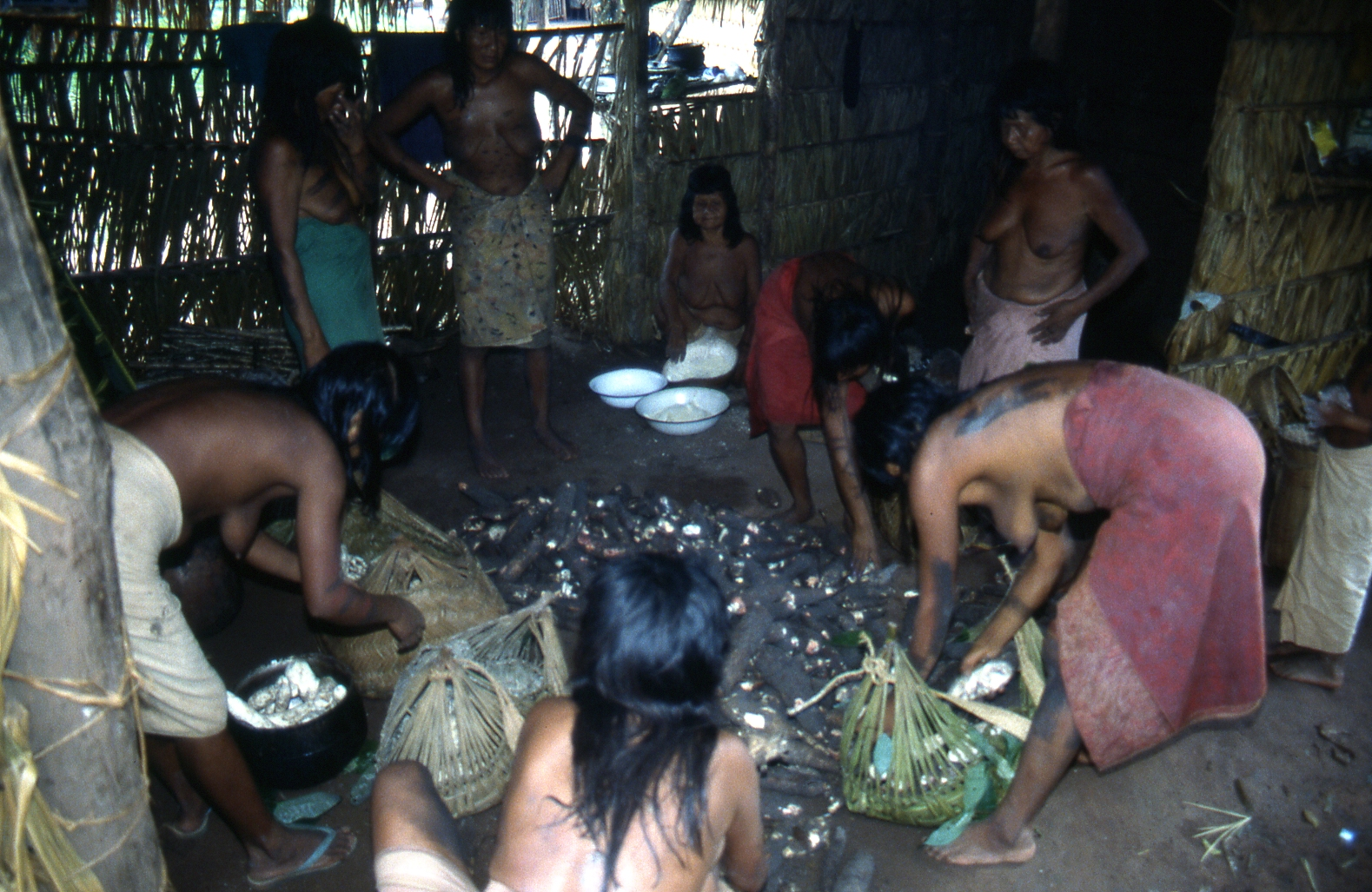
Hausarbeit

Die Rollen und Aufgaben im alltäglichen Leben sind bei den Canela klar verteilt. Frauen übernehmen das Bestellen von Feldern, die Zubereitung des Essens für die Familie, Haushalt und Kindererziehung. Männer roden die Felder, jagen Wild und gehen auf Fischfang. Diese traditionelle Rollenverteilung hat sich allerdings in der heutigen Zeit stark geändert, viele der Arbeiten werden nun von Personen beiderlei Geschlechts durchgeführt. Auch die Herstellung von Schmuck und anderen Kunstgegenständen, die heutzutage an Touristen verkauft werden, wird von Männern und von Frauen durchgeführt. Die politischen Aufgaben kommen allerdings allein den Männern zu.

### Amji-kinundAmji-krit
Die soziale Organisation der Canela gründet auf einem komplexen zweigeteilten Weltbild. Es beruht nicht auf einem einfachen „Gut-Böse-Schema“, sondern durchzieht alle sozialen Einheiten und ist ein immer präsenter Bestandteil des sozialen Lebens der Canela.
In ihrem Weltbild gibt es eine glückliche und eine traurige Jahreszeit: Amji-kin und Amji-krit in Gê, der Sprache der Canela. Amji-kin beinhaltet alles Positive, Fröhliche, Gesunde, Schöne und „Wohlriechende“ innerhalb der Gesellschaft. Im Naturverständnis beschreibt es die erntereiche Trockenzeit und ist der lebensnotwendigen Sonne zugeschrieben. Dies basiert darauf, dass in dieser Jahreszeit durch das trocken-heiße Klima Schlangen und andere giftige Tiere in geringerer Anzahl vorhanden sind. Auch treten in dieser Jahreszeit wenig Krankheiten auf und die Jagd verläuft meist zufriedenstellend. Im Gegensatz dazu steht das Amji-krit für alles Negative, Kranke, Hässliche und „Übelriechende“, sowie für die Regenzeit und die Finsternis.
In der Vorstellung der Canela müssen in der freundlichen Amji-kin-Zeit verschiedene kulturelle Aktivitäten wie Rituale, Feste und „Klotzläufe“ (siehe unten) durchgeführt werden. Diese Aktivitäten sichern den Fortbestand der Welt und sorgen für das Überstehen der Amji-krit-Periode, in der wegen der schlechten Wetterverhältnisse nur wenige Feste stattfinden können.

### Politische Organisation

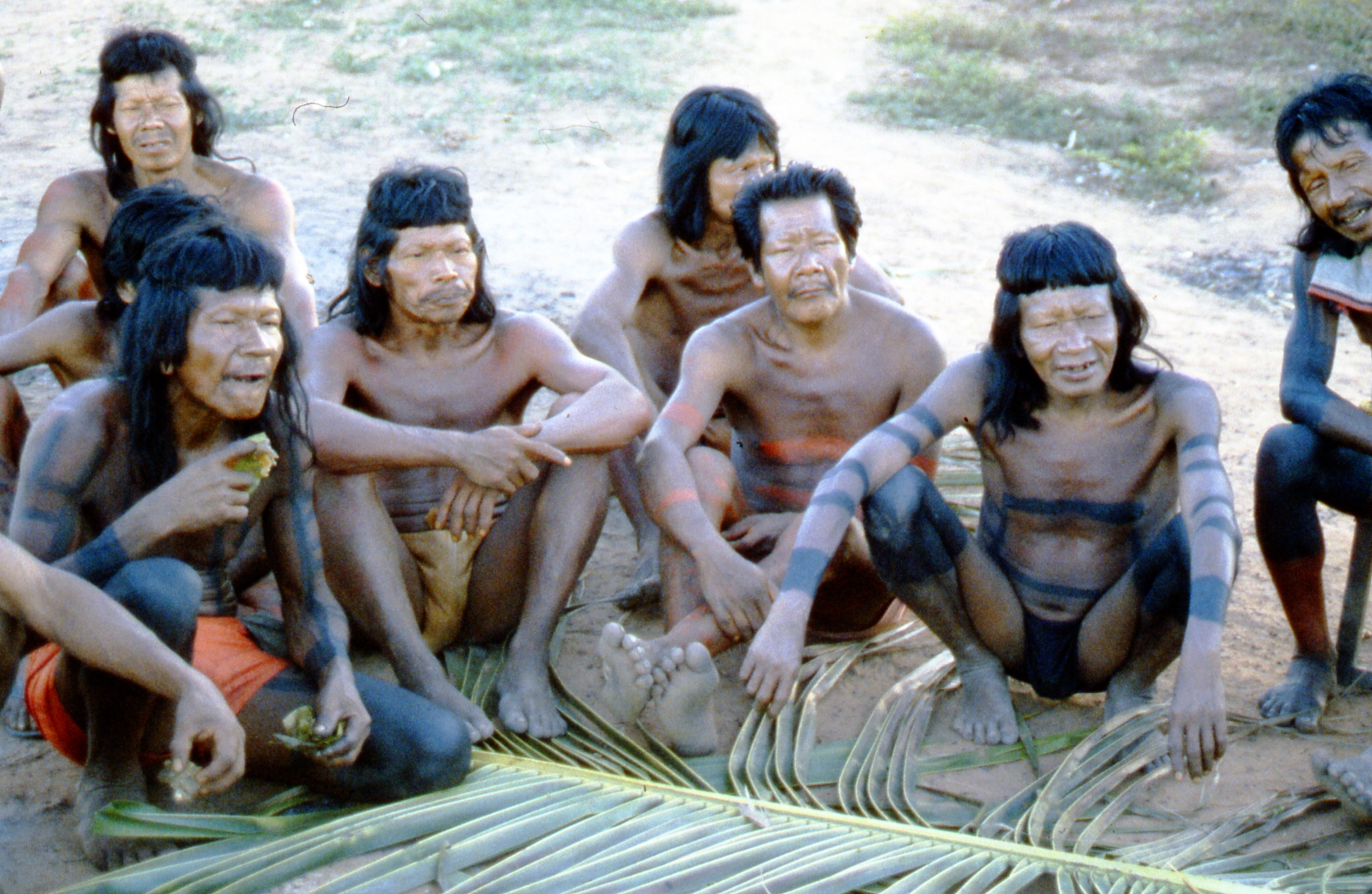
Ratsversammlung der Canela-Männer

Die grundlegende dualistische Aufteilung der Gesellschaft zeigt sich auch in der politischen Organisation der Canela, die alleine den Männern obliegt. Das Dorf ist in eine westliche und eine östliche „Hälfte“ aufgeteilt (ethnosoziologisch als Moiety bezeichnet). Diese Zweiteilung ist wichtig für die Zuordnung der verschiedenen Altersklassen auf dem Dorfplatz: Männer im Alter von 10, 30 und 50 Jahren werden in die „westliche“ Moiety eingeordnet, während Männer im Alter von 20, 40 und 60 Jahren der „östlichen“ Moiety zugeordnet werden. Beide Moieties dienen auch zur Einteilung der Gruppen für Zeremonien und Rituale, bei denen sie gegeneinander antreten.
Alle 20 Jahre wird aus den zwei Moieties der männliche Ältestenrat neu gebildet, er tagt täglich zweimal in der Mitte des Dorfplatzes. Der Ältestenrat setzt sich zur Hälfte aus annähernd 50-Jährigen der westlichen Moiety und aus über 50-Jährigen der östlichen Moiety zusammen, die östliche Moiety übernimmt hierbei die beratende Funktion.
Zu den Aufgaben dieses Ältestenrates gehören die Bestimmung sowie die Unterstützung des Häuptlings bei politischen, wirtschaftlichen und sozialen Entscheidungen. Um Interessen der Dorfgemeinschaft zu vertreten, fällt es auch unter den Aufgabenbereich der Männer, mit Brasilianern außerhalb des Dorfes in Kontakt zu treten und sich um den Handel und den Erwerb von Ressourcen zu kümmern. Des Weiteren wird durch den Ältestenrat der Festzyklus organisiert und geleitet. Kleinere Zeremonien und Rituale wie beispielsweise der Klotzlauf werden durch beide Moieties geplant.

## Wirtschaft und Tourismus
Vor dem Kontakt mit europäischen Einwanderern sicherten die Canela ihre Nahrungsversorgung hauptsächlich durch Jagen, Fischen und Sammeln. Ackerbau betrieben sie nur nebenbei zur Nahrungsergänzung, da das Territorium groß genug war, um alle Mitglieder der Gruppe mit Fleisch zu versorgen. Durch Umsiedlungen und insbesondere durch die Eingrenzung ihres Gebiets fand eine wirtschaftliche Umorientierung statt. Handel und Ackerbau wurden wesentlicher Bestandteil ihrer Subsistenz.
Durch neu gebaute Handelswege, Brücken und von der Indianerhilfe gestiftete Fahrzeuge sind die Canela seit einigen Jahrzehnten in der Lage, selbst nach Barra do Corda zu fahren, um dort Waren zu kaufen und zu verkaufen. Neben landwirtschaftlichen Produkten sind dies auch Schmuck- und Kunstgegenstände. Diese werden für Einheimische und Touristen aus gekauften Materialien wie Nylonfäden, bunten Kunststoffperlen, Fäden und Ziermünzen gefertigt. Der Verkauf von Kunsthandwerk ist eine wichtige Einnahmequelle für die Canela und trägt zusätzlich zur eigenständigen Versorgung mit Geld und zu ihrer Unabhängigkeit bei.

### Regenzeit und Trockenzeit
Aufgrund der geografischen Lage und der klimatischen Begebenheiten ist der abwechslungsreiche Zyklus der Umwelt von großer Bedeutung für die Canela. Nach ihrer Auffassung beginnt das Jahr Anfang September. Mit Beginn der Regenzeit wachsen die ersten Pflanzen. Ab diesem Zeitpunkt wird das Saatgut verteilt, um für das kommende Jahr vorzusorgen. In den folgenden fünf Monaten wird die Ernte eingebracht. Im Juni beginnt die Trockenzeit. Ab jetzt werden die Felder für das kommende Jahr vorbereitet. Die anschließenden Monate sind extrem trocken, bis Ende August die ersten Cumuluswolken den Beginn der Regenzeit ankündigen.

### Nahrungsbeschaffung

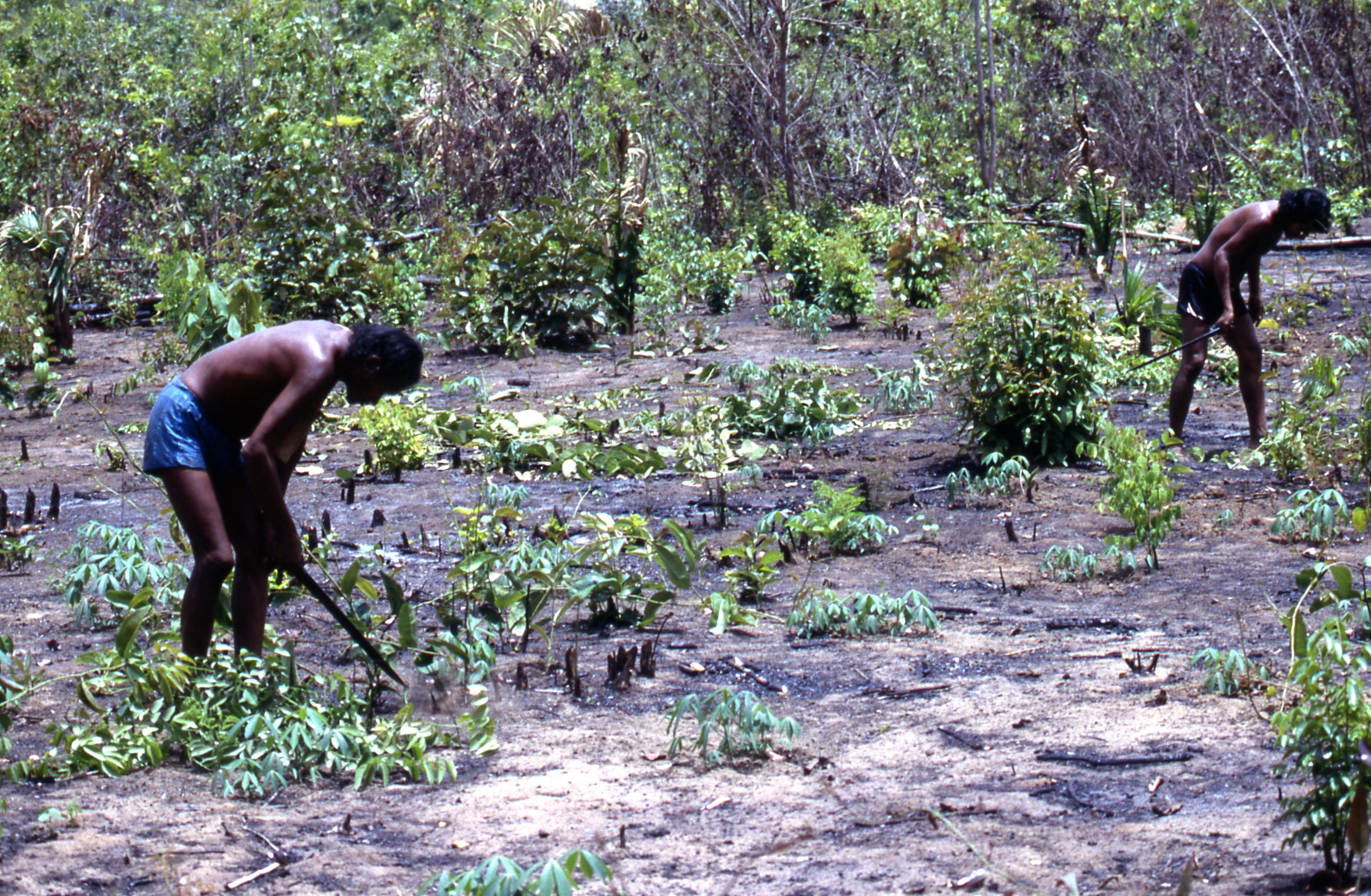
Feldarbeit

Die Jagd war schon immer Hauptbestandteil der Subsistenz der Canela. Durch Einschränkungen ihres Gebietes und die Ausweitung der Viehwirtschaft verlor die Jagd an ökonomischer Bedeutung. Zusätzlich verringerte die Nutzung von Feuerwaffen in kurzer Zeit den Wildbestand in ihrem Gebiet sehr stark. Seit etwa 100 Jahren benutzen die Canela US-amerikanische Metalläxte, vereinzelt noch Steinäxte. Der Bogen galt ursprünglich als die wichtigste Waffe der Canela, wird aber immer mehr von Gewehren abgelöst. Die Canela besitzen heute mehr Feuerwaffen als jede andere indigene Gruppe. Obwohl noch eine große Artenvielfalt herrscht, ist der Bestand der einzelnen Tierarten zu gering, um eine verlässliche Quelle zur Deckung des Bedarfs zu bilden. Das Sammeln hat durch die Fortschritte im Ackerbau immer mehr an Bedeutung verloren.
Schon vor dem ersten Kontakt mit Einwanderern aus Europa hatten die Canela ein gut ausgebautes Feldbausystem. Traditionell angebaut wird unter anderen Mais, Süßkartoffeln, Yams, Maniok und Urucu. Die meisten Äcker befinden sich in den Galeriewäldern, die durch Brandrodung an den Flussufern angelegt werden. Durch die notwendige jährliche Abholzung nimmt die Entfernung der Felder zum Dorf stetig zu, sodass Felder etwa alle zehn Jahre verlegt müssen. Der Ertrag hängt vom Ausmaß der Rodung sowie der Anzahl der Pflanzen ab, aber auch der spezielle Umgang mit den Pflanzungen beeinflussen die Erträge. Da der Feldbau ursprünglich nicht die Hauptquelle der Nahrungsversorgung darstellte, vernachlässigen die Canela häufig ihre Felder.

### Erwerbstätigkeit und Konsumverhalten

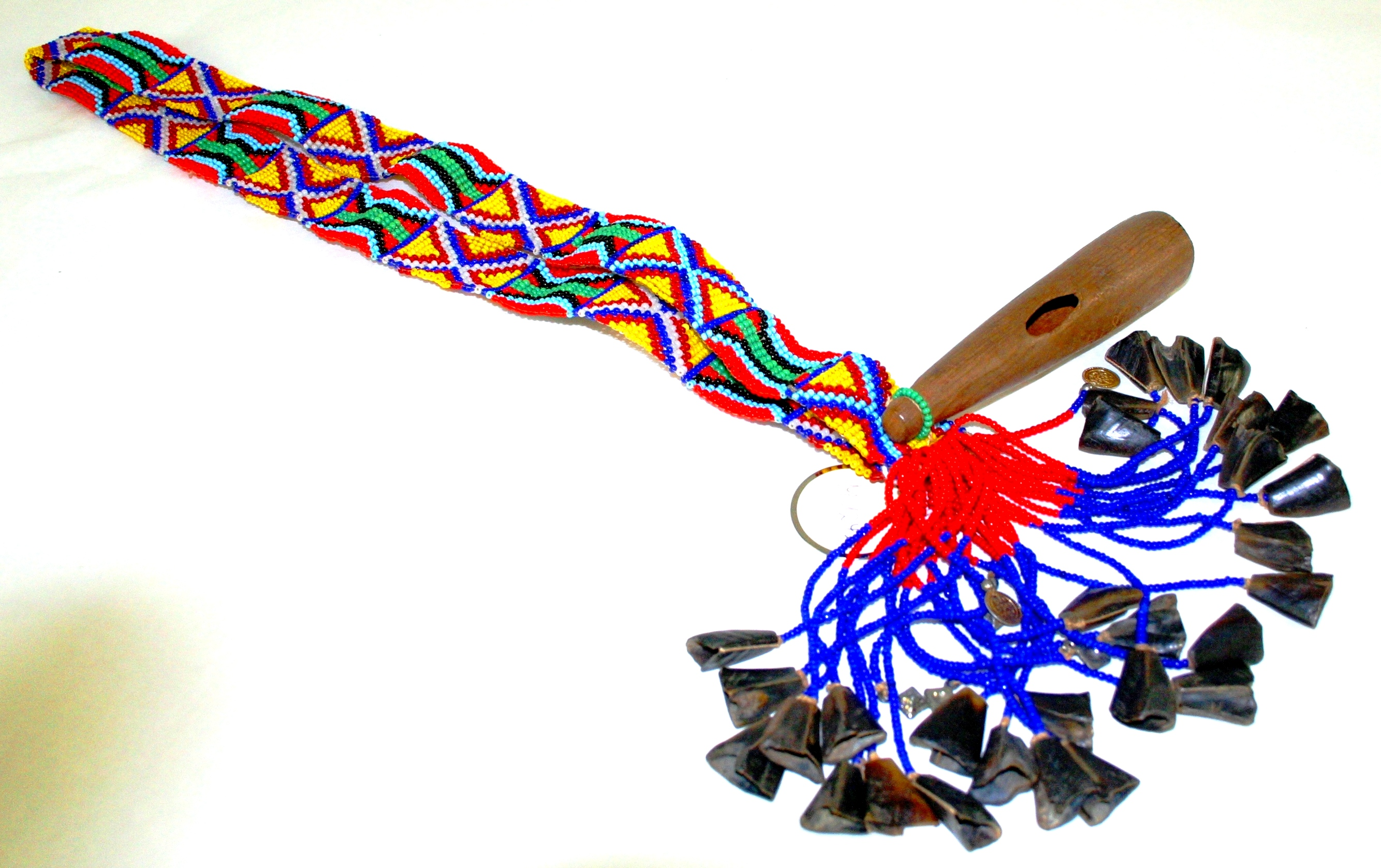
Schmuck aus Tapirhufen und Kunststoffperlen

Männliche Canela nehmen während der Regenzeit häufig Tätigkeiten als Hilfsarbeiter an, um in dieser Zeit Versorgungsengpässen entgegenzuwirken. Sie arbeiten entweder in der Landwirtschaft, auf dem Bau, bei Hilfsorganisationen, Missionaren oder bei Ethnologen. Zusätzlich haben sie als Brasilianer das Recht auf Sozialbezüge wie Alters- oder Unfallrente. Diese Einnahmen werden über Verteilungs- und Tauschregeln in die jeweiligen Verwandtschaftsgruppen und in die Dorfgemeinschaft eingebracht.
Das Konsumverhalten der Canela wurde stark von den übrigen Brasilianern beeinflusst. Eine 1956 gebaute Brücke über den Fluss Rio Alpercatas ermöglicht die Einfuhr von Gütern aus den umliegenden Städten. Der Überschuss aus der landwirtschaftlichen Produktion wird in Barra do Corda verkauft, um von dem erwirtschafteten Geld Konsumgüter zu kaufen, beispielsweise Kleidung, Haushaltswaren und elektronische Geräte.

## Bildung und kultureller Wandel
Durch die Unterstützung von Hilfsorganisationen wie der SPI, dem Indian Service oder der FUNAI gelang es den Canela, im Dorf eine Schule einzurichten, um Portugiesisch zu lernen. Außerdem schicken die Canela ihre Kinder in die öffentlichen Schulen der benachbarten Städte. Eine Schriftsprache gab es bei den Canela ursprünglich nicht. Wissen und Weisheiten über Riten, soziale Fertigkeiten, Jagd, Haushalt und das Leben wurden mündlich tradiert.
Die Sozialorganisation der Canela und der Umgang mit materiellen Gütern haben sich aufgrund des Kontakts mit der brasilianischen Bevölkerung in den letzten Jahrzehnten stark verändert. Als erstmals Händler das Dorf der Canela erreichten, brachten sie allerlei Gebrauchsgüter wie Haushaltsgegenstände und Jagdinstrumente, also individuelle Besitztümer, mit sich, was den Canela vorher unbekannt war. So besteht heute im Gegensatz zu früher, als alle Güter der gesamten Dorfgemeinschaft gehörten, ein persönlicher Anspruch auf Gebrauchsgegenstände wie z. B. Äxte oder Schusswaffen. Diese Veränderung hat nicht nur das Konfliktpotenzial innerhalb des Dorfes erhöht, sondern bedeutet einen Bruch mit traditionellen Werten. Auch wenden sich seit mehreren Jahrzehnten immer mehr junge Canela von der traditionellen Lebensweise ihrer Gemeinschaft ab und ziehen in nahegelegene Städte.

## Weltauffassung der Canela
Die Weltauffassung der Canela beruht auf mythologischen Vorstellungen. Diese stellen die Grundlage für Handeln, Denken und die Grundlagen der Organisation des Lebens dar und regeln Struktur, Philosophie und Handlungsabläufe der Canela. Eine enge Verknüpfung zwischen Mythologie und Lebenswelt zeigt sich unter anderem in Ritualen wie dem Klotzlauf.
Die Welt, die sich ihrer Meinung nach aus verschiedenen Ebenen zusammensetzt, wird von einem Weltenbaum, der Cicupira-Palme, gestützt. Auf dieser Erde leben nicht nur die Menschen (Mehi), sondern auch Totengeister (Megaro), die nur für Medizinmänner sicht- und kontaktierbar sind. Die Megaro unterscheiden sich in verwandte Ahnengeister, die auch ungewollt Schaden zufügen können, sowie fremde Totengeister, die immer eine Gefahr für die Canela darstellen. Die Unterwelt wird von Megaro bevölkert, diese versorgen einen Unterweltfluss, der zur Erde fließt und mit seinem Strom Megaro in Form von Fischen, Kaimanen, Anakondas oder Zitteraalen an die Erdoberfläche spült.
In der Unterwelt lebt auch ein Vogel (Ahuare), „[…] der ständig am Weltenfundament der Cicupira-Palme […] pickt, was schließlich einmal die Welt zum Einsturz bringen wird.“

## Mythologie in Bezug zur kosmologischen Weltvorstellung
Die Mythen sind ein Teil der Realität der Canela. Die mündlichen Erzählungen der Canela nehmen eine besondere Stellung ein, da sie den Ursprung der Welt darlegen.
Die Welt wird in verschiedene Welten unterteilt, die räumliche oder zeitliche Unterschiede aufweisen. Es gibt zum Beispiel die Welt der Toten. Daneben bilden auch die Vergangenheit und Gegenwart jeweils eine eigene Welt. Die Canela gehen von einem mehrschichtigen Universum mit offenen Übergängen zwischen den verschiedenen Welten aus. Ahnen und Totengeister, umherirrende Seelen, beseelte Tiere, Pflanzen und Menschen bevölkern gemeinsam einen multidimensionalen Raum.
Die unsichtbaren Lebewesen verfügen über die Fähigkeit, die sichtbaren Bewohner meist bedrohlich zu beeinflussen und zu gefährden. Diesen Vorgängen kann allein der Medizinmann entgegenwirken, der in einer besonderen Stellung „[…] als Mittler zwischen dem Diesseits und Jenseits verkehrt.“

### Feste
Das Leben der Canela gliedert sich in verschiedene Initiationsriten und wird durch Festzyklen geordnet. Hintergrund ihrer Feste ist die Einführung einzelner Personen in andere Welten durch besondere Erfahrungen. Die Feste beanspruchen einen Großteil der Zeit und der Kraft der Canela. Sie finden überwiegend während der Wè tè-Periode statt.
Feste, Rituale und Zeremonien sind in einen jährlichen Festzyklus eingebettet. Die Wè tè-Festzeit deckt sich mit der Trockenzeit, während die Me-ipimràk-Festzeit in der Regenzeit stattfindet. Die jeweiligen Festzeiten bestehen aus mehreren aufeinanderfolgenden Teilen. Einige Feste dauern nur einen Abend; andere werden über mehrere Monate gefeiert. Während dieser Feste werden traditionelle Grundsätze oder das richtige Verhalten innerhalb der Gruppe in Erinnerung gerufen, dabei werden fast alle Mitglieder der Gruppe aktiv miteinbezogen.

#### Me-ipimràkundWè tè
Zeitlich beginnt die Me-ipimràk-Festzeit mit dem Anfang der Regenzeit im September oder Oktober. Während dieser Zeit werden vor allem Rituale durchgeführt die der Fruchtbarkeit sowie der Regeneration dienen. Auch Klotzläufe sind Bestandteil der Festzeit, die meistens von den verschiedenen Altersgruppen ausgetragen werden. Die vielen Feste die in dieser Zeit stattfinden, sollen das Wachstum der Pflanzen und die Ernte verbessern.
Die Wè tè-Festzeit beginnt mit der Maisernte im April oder Mai. Diese Festzeit fällt zeitlich in die trockene Jahreszeit und ist daher die ausgelassene Zeit bei den Canela. Es gibt fünf große Feste, von denen jedes Jahr eines stattfindet.
Neben den Festen finden auch in dieser Zeit Klotzläufe, vor allem zwischen älteren und jüngeren Altersgruppen, statt. Gegen Ende der Wè tè-Zeit müssen sich die Familien wieder vermehrt um die Landwirtschaft kümmern, ehe der Regen einsetzt. Die Dorfmitglieder wenden sich nun wieder ihrem Familienleben zu. Die Festzeiten sind immer nach den Jahreszeiten und den natürlichen Bedingungen gerichtet.

#### Tägliche Gesang-Tanz-Rituale

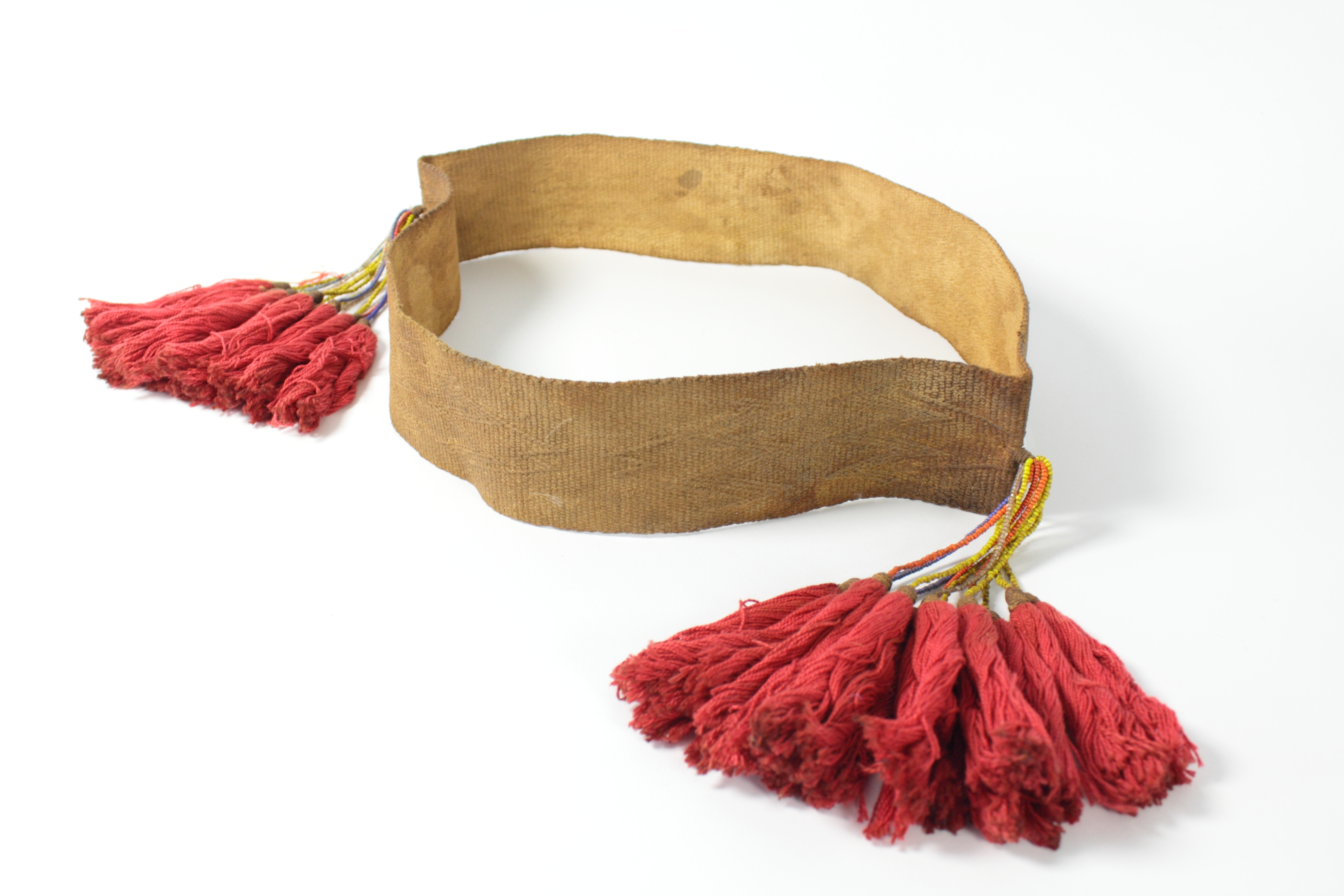
Sängerinnenschärpe

Neben den Aktivitäten während der Festzeiten und den individuellen Riten gibt es auch Rituale die täglich stattfinden. Sie können in eine Festzeit eingebettet sein oder parallel zu ihr ablaufen. Diese alltäglichen Rituale werden heute jedoch nicht mehr regelmäßig durchgeführt.
Zum Alltag der Canela gehören Gesang-Tanz-Rituale, die morgens vor Sonnenaufgang, am Nachmittag und abends nach Sonnenuntergang stattfinden. An diesen Tänzen und Gesängen nehmen überwiegend Frauen teil, die von einem Vorsänger zusammengerufen werden. Es gibt mehrere Vorsänger, von denen einer in der Ratsversammlung oder von einer Moiety ausgewählt wird. Jeden Morgen kommen die jungen Frauen und Mädchen des Dorfes zusammen und stellen sich in einer Reihe vor dem Vorsänger auf. Die Besitzerin der Sängerinnenschärpe sollte als Erste anwesend sein. 20 bis 30 Frauen können bei diesem Ritual zusammenkommen, während der Festzeiten sind es 60 bis 70. Das Singen kann mehrere Stunden dauern. Die Männer singen selten mit, begleiten das Singen aber mit Instrumenten (Hörner, kleine Kürbisse mit Löchern) oder tanzen dazu.
Die Inhalte der Lieder können aus dem Leben der Dorfgemeinschaft gegriffen sein oder auch eine Geschichte aus früheren Zeiten erzählen. Oft handeln die Texte auch von Tieren und Pflanzen, vor allem dann, wenn eine Jagd bevorsteht oder die Ernte gut ausfallen soll.

#### Der Klotzlauf
Ein besonderes Ritual der Canela ist der Klotzlauf. Er wird als zentraler Bestandteil des Festzyklus gesehen und kann als Schlüssel zum Verständnis der Weltvorstellung betrachtet und „[…] mit dem Überleben der Kultur, der Menschenwelt, indem er für die Gemeinschaft das Amji-kin bewirkt […]“, gleichgesetzt werden.
In der Regel treten zwei Männergruppen (seltener Frauen) gegeneinander an. Bei den größeren Festen laufen meist die verschiedenen Moieties gegeneinander, die meisten Läufe werden jedoch von einer älteren und einer jüngeren Altersgruppe ausgetragen. Dabei werden Holzklötze, die bis zu 130 kg wiegen können, auf den Schultern über längere Strecken ins Ziel transportiert. Der Klotz wird dabei von Schulter zu Schulter weitergegeben. Alle Läufer sind bunt geschmückt, von diversem Kopfschmuck bis hin zu aufwendig gestalteten Gürteln. Man unterscheidet die Klotzläufe nach der Streckenlänge, der Art des Laufes und der Größe und dem Gewicht der Klötze. Die Klötze werden schon nach der morgendlichen Ratsversammlung aus der Buriti-Palme geschlagen, um dann durch ein Klotzrennen ins Dorf zurückzukehren.
Die Läufe sind wichtiger Bestandteil der Feste und Zeremonien während der Festzeiten, aber auch im Alltag der Canela werden diese Wettkämpfe regelmäßig ausgetragen. Der Klotzlauf ist auch in Bezug auf die duale Sozialorganisation und das dialektische Weltbild von großer Bedeutung.

### Übergangsriten – Rituale im Leben
Neben den Festen des Festzyklus (Me-ipimràk und Wè tè) gibt es auch individuelle Feste und Rituale, die im Laufe des Lebens gefeiert werden. Sie werden ausschließlich innerhalb der Familie und mit nahen Verwandten zelebriert, können jedoch in eine Festzeit eingebettet sein. Diese individuellen Feste markieren wichtige Ereignisse wie Geburt, Initiation, Heranwachsen, Geburt des ersten Kindes und viele andere.

### Individuum
Die Erfahrungen der beiden Geschlechter unterscheiden sich bis zum sechsten Lebensjahr kaum. Bis zu diesem Alter spielen Jungen und Mädchen gemeinsam und es gibt noch keine Unterteilung in die vorherrschenden Geschlechterrollen.
Direkt nach der Geburt eines Kindes befindet sich dieses zunächst in einem wehrlosen und krankheitsanfälligen Zustand, in dem es auf Hilfe anderer angewiesen ist und noch nichts zur Gemeinschaft beitragen kann. Der ‘üble Geruch’ und ‘die Hässlichkeit’ eines jeden Kindes sind ein Spiegel der in der Gesellschaft vorherrschenden Vorstellung des Amji-krit.
Innerhalb des Erziehungssystems der Canela ist es nun die Aufgabe der Gemeinschaft, das Kind in den Amji-kin-Zustand zu führen. Das Kind wird mit Körperbemalung geschmückt und sollte in dieser Zeit die schützende Umgebung des Dorfes und der Gemeinschaft nicht verlassen, um zu vermeiden, dass ihm etwas Schlechtes widerfährt.
Ziel im Leben eines Canela ist es, sich den Status des Klotzläufers oder zumindest den des Mitläufers (aktive Beteiligung am Lauf, aber kein Tragen des Klotzes) zu verdienen. Dafür müssen sie diverse Prüfungen und Aufgaben während des Heranwachsens bewältigen.

#### Geburt
Bei der Geburt eines Kindes sind ausschließlich Frauen anwesend, der Vater ist nicht dabei, dafür seine weiblichen Verwandten. Die Mutter des Vaters fängt das Kind bei der Geburt auf. Danach wird es gewaschen, mit roter Urucu-Farbe bemalt und seine Haare geschnitten.
Den Namen erhält das Kind von einem Onkel oder einer Tante. Ist es ein Mädchen, so ist die Namensgeberin eine Frau der väterlichen Verwandtschaftsseite, ist es ein Junge, wird er nach einem Mann der mütterlichen Verwandtschaft benannt. In der Regel wird dabei der eigene Name weitergegeben, oder ein neuer gefunden, der ein bestimmtes Verhalten oder ein einschneidendes Ereignis im Leben der namensgebenden Person beschreibt, bspw. Tàmkwỳj („nicht ganz durchgekocht“ – da die Tante den Ruf besaß, das Essen nicht durchzukochen). Frauennamen enden auf - kwỳj („weiblich“, „Frau“, „Mädchen“). Die Eltern suchen einen brasilianischen Zweitnamen aus. Der namensgebende Onkel oder die namensgebende Tante haben eine besondere Beziehung zu den Kindern und spielen auch bei Ritualen und der Erziehung eine besonders wichtige Rolle. Sie unterweisen sie in ihre zeremonielle Rolle und erzählen ihnen traditionelle Geschichten.

#### Initiation und Lebenszyklus der Mädchen

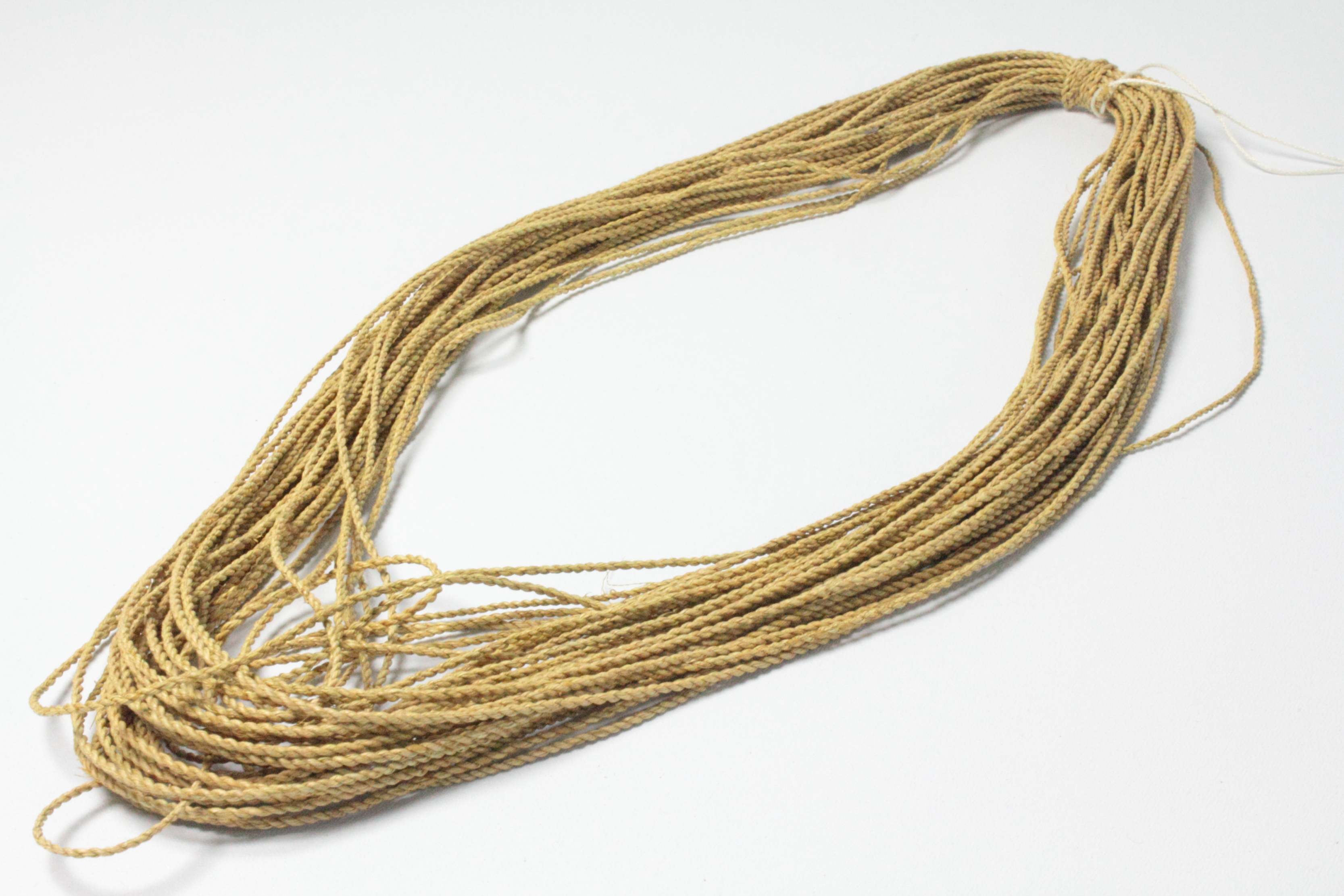
Reifegürtel für Mädchen

Ab einem Alter von sechs Jahren beginnt das Mädchen seinen weiblichen Verwandten im Haushalt zu folgen und sie so gut es geht dabei zu unterstützen. Dabei wird es mit seiner Rolle in der Gesellschaft vertraut gemacht. Mit ungefähr elf Jahren verliert das Mädchen seine Jungfräulichkeit an einen kinderlosen älteren Mann aus der Gemeinschaft, der ihr gefällt. Dies wird als „erste Heirat“ bezeichnet. Nach der ersten Menstruation werden dem Mädchen Sexual- und Nahrungstabus auferlegt und es muss für mehrere Tage im Elternhaus bleiben.
Die Mädchen erhalten zu ihrer erfolgreich durchlaufenen Initiation einen Reifegürtel, nachdem sie ihre Pflichten als Ehrenmädchen erfüllt haben. Dazu gehört, dass sie die Moiety eine Zeit lang immer begleiten, für sie kochen, Wasser holen und sie für Rituale bemalen. Es werden immer zwei Mädchen ausgewählt. Eines der Ehrenmädchen gehört zu der westlichen und eines zur östlichen Moiety. Wenn in der Wè tè-Zeit Klotzrennen stattfinden, treffen sich die verschiedenen Altersgruppen zur Vorbereitung im Haus ‘ihrer’ Ehrenmädchen.
Das Ansehen dieser Mädchen hängt von der Gruppe ab, von der sie auswählt wurden. Noch Jahre später wird man sich im Dorf daran erinnern, welches Mädchen von welcher Gruppe zum Ehrenmädchen ernannt wurde. Nach dem Erhalt ihres Gürtels wird das Mädchen als junge Frau bezeichnet. Eine erwachsene Frau wird sie jedoch erst mit der Geburt ihres ersten Kindes.
Mit durchschnittlich 16 Jahren gebärt eine Frau ihr erstes Kind, geht ihren Aufgaben nach und kümmert sich um Haushalt, Kinder und Familie. Im Allgemeinen nehmen die Frauen bis zu einem Alter von 30 Jahren an Festlichkeiten und Ritualen auf dem Dorfplatz teil. Danach wird die Teilnahme ganz eingestellt und sie beobachten das Geschehen lediglich gemeinsam mit den Kindern. Nach der Heirat der Tochter oder dem Ausziehen der Söhne genießt die Frau ein weitgehend freies Leben mit nur wenigen Verpflichtungen.

#### Initiation und Lebenszyklus der Jungen
Ab dem Alter von sechs Jahren erlernt der Junge durch Spiele und Gruppenarbeiten erste körperliche Fähigkeiten. Er erhält von seinem namensgebenden Onkel Pfeil und Bogen, um spielerisch auf seine Aufgabe als Jäger vorbereitet zu werden.
Im Alter von etwa zwölf Jahren wird der Jugendliche von einer älteren Frau aus der Gemeinschaft an sexuelle Praktiken herangeführt. Für den Heranwachsenden beginnt anschließend die Resguardo-Phase mit strengen Sexual- und Nahrungstabus. Hierdurch wird der Charakter jedes Einzelnen gestärkt. Des Weiteren ist die erfolgreiche Teilnahme an unterschiedlichen Festen und Ritualen notwendig. Nach Abschluss der Prüfungsphase gilt man als ‚wohlriechend‘ und ‚schön‘ und wird als vollwertiges Mitglied der Gemeinschaft angesehen.
Während eines Zeitraums von zehn Jahren durchlaufen die Jungen vier bis fünf Initiationsfeste. Diejenigen, die gemeinsam initiiert werden, bilden eine Altersgruppe, welche ein Leben lang hält. Wenn die Jungen in ihre Altersgruppe eingeführt werden, sind sie in einem Alter von ein bis zehn Jahren. Die Ratsversammlung bestimmt, wann die Jungen ihr erstes Initiationsfest feiern. Der Initiationszyklus beginnt mit dem ersten Khêêtúwayê-Fest und endet mit dem zweiten Pepyê-Fest. Während beider Feste müssen die Jungen drei Monate in Abgeschiedenheit leben. Diese Isolation soll den Jungen Stärke verleihen, sie sollen über ihre zukünftige Entwicklung nachdenken und hören in dieser Zeit einige traditionelle Geschichten von ihren Onkeln. Nach der Isolation gibt es eine mehrtägige Zeremonie.
In ihren Altersgruppen lernen die Jungen, sich in die Gemeinschaft einzugliedern und entwickeln ein hohes Maß an Solidarität und Respekt gegenüber der Gruppe.

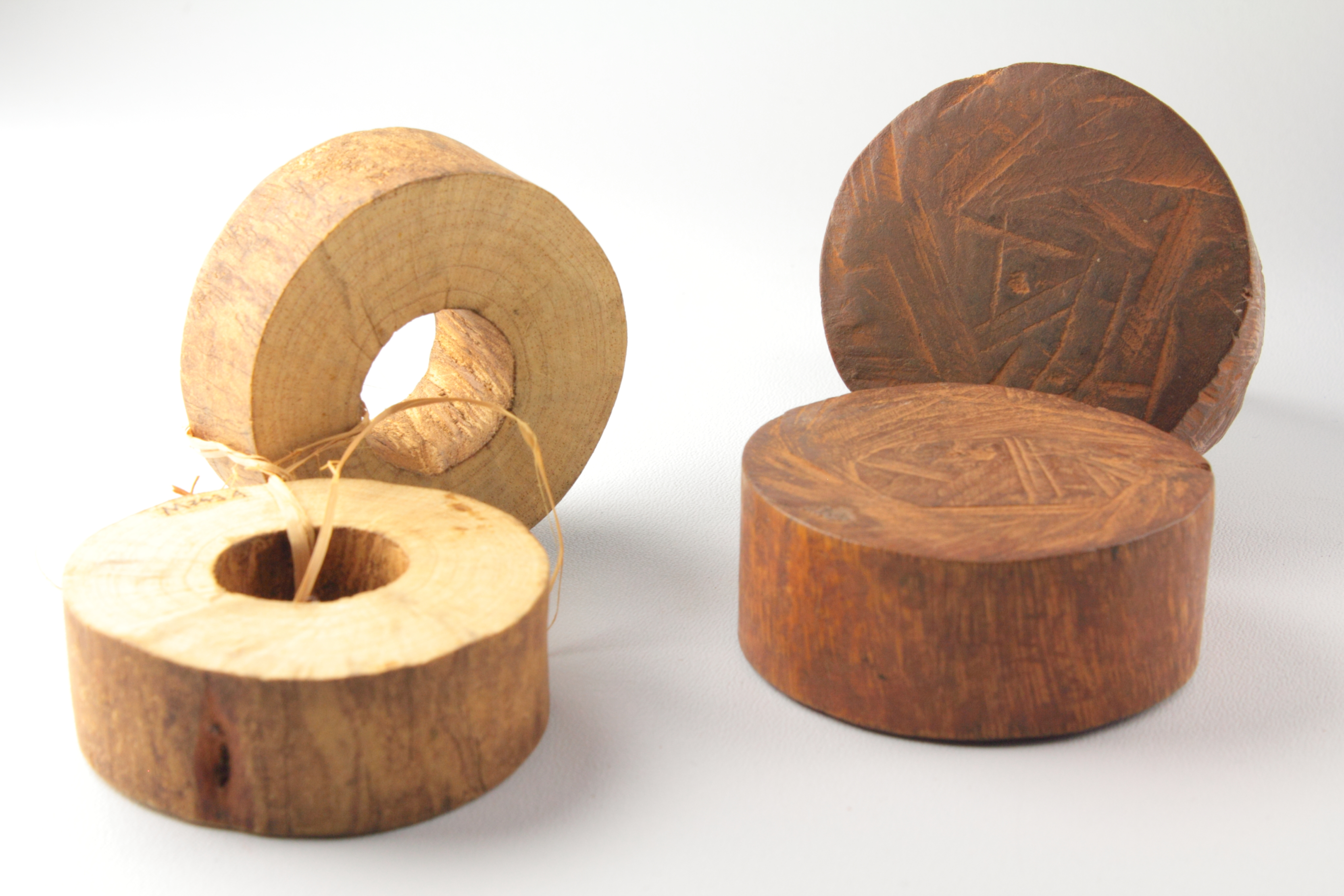
Ohrpflöcke

Neben den großen Initiationsfesten gibt es noch ein weiteres Ritual, bei dem das Individuum im Mittelpunkt steht. Die Ohren stehen bei den Canela symbolisch für das Zuhören, Verstehen und die Folgsamkeit. Sie werden dem Jungen im Alter zwischen neun und elf Jahren mit einer Holznadel durchstochen um Holzschmuck einzusetzen. Allerdings ist diese Praxis im 21. Jahrhundert rückläufig. Nach diesem Initiationsritual muss er sich für einige Zeit in Enthaltsamkeit aus der Gesellschaft zurückziehen. Das Ohrloch wird über die Jahre auf einen Durchmesser von bis zu acht Zentimetern geweitet, sodass Ohrpflöcke getragen werden können. Diese können bemalt und mit Mustern verziert sein.
Nachdem er erfolgreich an den Initiationsfesten teilgenommen hat, wird er als Mann anerkannt. Erst jetzt kann er in die Struktur der Moieties vollständig aufgenommen werden, verschiedene politische und soziale Aufgaben übernehmen und aktiv an Gesängen und Tänzen auf dem Dorfplatz teilnehmen.
Ab diesem Zeitpunkt bis zu der Geburt des ersten Kindes übernimmt der junge Mann individuelle Aufgaben innerhalb der Gesellschaft und genießt große Freiheit. Als Vater nimmt seine aktive Teilnahme an Festen stetig ab, da die Hauptaufgabe darin besteht, seine Familie zu versorgen.

### Ehrenobjekte

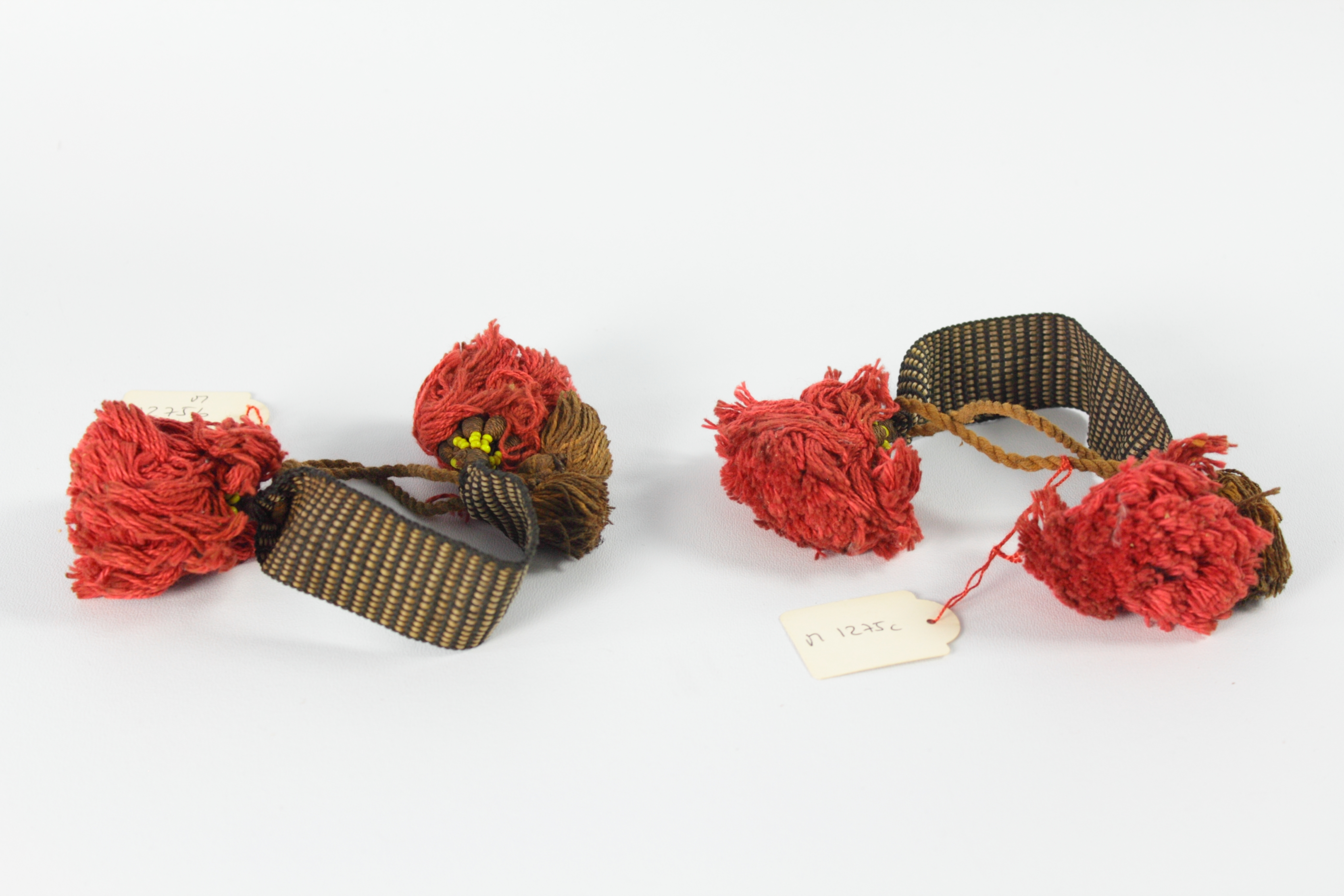
Armbänder für Sängerinnen

Jungen und Mädchen können durch besondere Leistungen sogenannte Ehrenobjekte erhalten, indem sie bei Festen oder Ritualen durch ihre Teilnahme besonders positiv auffallen. Ein Mädchen kann bis zu drei besondere Auszeichnungen erhalten. Diese drei Ehrenobjekte sind eine Kette mit einem kleinen Flaschenkürbis, ein kleiner Holzkamm (meist ebenfalls an einer Kette befestigt) und eine Sängerinnenschärpe, die hahí genannt wird. Diese Objekte können vor oder nach dem Erhalt ihres Reifegürtels verliehen werden, in der Regel aber vor der Geburt ihres ersten Kindes. Um die Sängerinnenschärpe zu erhalten, muss das Mädchen besonders häufig bei den täglichen Gesang-Tanz-Ritualen erscheinen, besonders bei denen am frühen Morgen. Die Sängerin mit der besten Stimme und dem ungewöhnlichsten Singtalent wird mit der hahí ausgezeichnet. Die Familie des Mädchens entscheidet, ob sie Trägerin der Schärpe wird. Entscheidet sich diese dafür, webt ihre namensgebende Tante die hahí aus Baumwolle. Sobald ein Mädchen diese besondere Auszeichnung erhält, muss sie fortan als Erste bei dem täglichen Singen erscheinen. Ab diesem Zeitpunkt gilt sie als Vorbild für die anderen Sängerinnen.
Junge Männer können ihre Ehrenobjekte in den Initiationsfesten Khêêtúwayê, Pepyê und Pepkahàk gewinnen. Dadurch sollen sie motiviert werden, sich bei den Tänzen und Gesängen während der Feste besonders anzustrengen. Derjenige, der während der Festzeit am besten gesungen hat, wird mit einem Zeremonialstab ausgezeichnet. Dieser Zeremonialstab wird vom namensgebenden Onkel des Jugendlichen mit Ara-Federn geschmückt. Die Federn stammen von dem Kopfschmuck, den die Initianten während des Khêêtúwayê-Festes tragen. Zudem erhält der Jugendliche einen Federkopfschmuck, den sein namensgebender Onkel ebenso aus Ara-Federn herstellt. Ein junger Mann, der diese Objekte erhält, darf von nun an am häufigsten singen.
Eine weitere Auszeichnung sind spezielle Armbänder aus Baumwolle. Diese Sänger-Armbänder werden von den jungen Männern und Ehrenmädchen getragen, die bei der Waytikpo-Zeremonie während der Pepyê- und Pepkahàk-Feste vortanzen. Am Ende der Wè tè-Festzeit werden die besten Tänzer und Sänger mit diesen Armbändern ausgezeichnet.

#### Sexualität
Das für Außenstehende als recht offenherzig wirkende Sexualverhalten der Canela hat sich durch die Einflüsse der brasilianischen Gesellschaft und vor allem durch Missionare gewandelt.
Wollten Canela-Frauen schwanger werden, wählten sie bis zu zwölf zusätzliche geeignete Männer, mit denen sie außerehelich verkehrten. Dabei achteten sie auf besonders vorteilhafte Eigenschaften und Fähigkeiten ihrer Partner, da der allgemeine Glaube herrschte, das jeder Erwählte diese Eigenschaften an das ungeborene Kind weitergebe. Diese Konzeption multipler Vaterschaft kam vor allem der Erziehung des Kindes zugute, da sich jeder der potentiellen Väter verantwortlich sah, die Mutter bei der Erziehung und Versorgung zu unterstützen.
Als im Jahr 1968 das protestantische Ehepaar Popjes in das Canela-Dorf einzog, predigten diese insbesondere gegen die sexuelle Offenheit. Sie verbreiteten die Idee der ehelichen Treue und das Gefühl von Eifersucht auf vermeintliche Nebenbuhler. Auf diese Weise glich sich das Sexualverhalten der Canela mit der Zeit an das westlich-christliche an.

#### Erstes Kind und Erwachsensein
Erwartet eine Frau ihr erstes Kind, verzichtet sie auf bestimmte Lebensmittel, da diese die Geburt erschweren und die Gesundheit des Kindes negativ beeinflussen könnten. Der Mann, mit dem die Frau zusammenlebt, gilt als ‘sozialer Vater’, der von nun an bei ihr bleiben muss. Oft kommt es vor, dass eine Frau mit weiteren Männern schläft, die besonders gute Läufer oder Jäger sind, damit deren Eigenschaften auf das ungeborene Kind übertragen werden. Das macht diese dann automatisch zu ‘biologischen Vätern’, die das Kind später mitversorgen. Mit der Geburt des ersten Kindes ändert sich auch das Leben der jungen Mutter. Zwischen der Zeit als Ehrenmädchen und ihrem ersten Kind genießt sie viele Freiheiten und ist von einigen Haushaltsaufgaben befreit. Mit der Geburt des ersten Kindes übernimmt sie nun alle wichtigen Aufgaben im Haus und bei der Feldarbeit. Frauen ab 30 Jahren nehmen bei Festen und Zeremonien keine aktive Rolle mehr ein, jedoch treffen sie die hauptsächlichen Entscheidungen, wenn es um die Teilnahme und die Rolle ihrer Kinder bei Festen und Ritualen geht.
Auch der Mann muss eine strenge Diät einhalten, wenn seine Frau ein Kind erwartet. Er lebt zum Zeitpunkt der Geburt seines ersten Kindes meist schon einige Zeit im Haus der Familie seiner Frau. Nach der Geburt muss er eine Zeit lang, getrennt durch eine Art Trennwand, abgeschieden von seiner Frau leben. Diese Periode wird Couvade genannt. Während der Couvade liegt er eine lange Zeit des Tages auf Matten auf dem Boden, muss sich sehr ruhig verhalten und auf bestimmte Lebensmittel verzichten. Die Couvade dauert so lange, bis die Nabelschnur des Kindes abgefallen ist.